# خوسيه مارتينيز (راكب الكنو)
خوسيه مارتينيز (بالإسبانية: José Martínez)‏ هو راكب الكنو مكسيكي، ولد في 7 مايو 1973.

## وصلات خارجية
- خوسيه مارتينيز على موقع أوليمبيديا (الإنجليزية)